# Qualifiche della Polizia di Stato (prima del 1995)
Dal 1981 fino al decreto legislativo n. 197 del 12 maggio 1995, le qualifiche della Polizia di Stato erano impostate nel seguente modo:
| Qualifica                                                                              | Distintivo di grado                                                                                         |
| Ruolo dirigenti                                                                        | Ruolo dirigenti                                                                                             |
| -------------------------------------------------------------------------------------- | --- |
| Dirigente generale                                                                     | |
| Dirigente superiore                                                                    | |
| Primo dirigente                                                                        | |
| Ruolo commissari                                                                       | |
| Vice questore aggiunto                                                                 | |
| Commissario capo                                                                       | |
| Commissario                                                                            | |
| Vice commissario                                                                       | |
| Ruolo ispettori                                                                        | |
| Ispettore capo                                                                         | |
| Ispettore principale                                                                   | |
| Ispettore                                                                              | |
| Vice ispettore                                                                         | |
| Ruolo sovrintendenti                                                                   | |
| Sovrintendente capo                                                                    | |
| Sovrintendente principale                                                              | |
| Sovrintendente                                                                         | |
| Vice sovrintendente                                                                    | |
| Ruolo assistenti                                                                       | |
| Assistente capo con qualifica di ufficiale di polizia giudiziaria (istituito nel 1987) | con sotto i "baffi", una targhetta dallo sfondo blu, con la scritta U.P.G, e incorniciata in colore ottone. |
| Assistente capo                                                                        | |
| Assistente                                                                             | |
| Ruolo agenti                                                                           | |
| Agente scelto                                                                          | |
| Agente                                                                                 | |

## Promozioni
Il decreto legislativo contiene delle disposizioni transitorie che fanno promuovere alcuni appartenenti alla Polizia di Stato:
- L'articolo 12 promuove gli assistenti capo UPG a vice sovrintendente, sovrintendente o sovrintendente capo
- L'articolo 13 promuove i vice sovrintendenti e i sovrintendenti a vice ispettore, i vice ispettori a ispettore, gli ispettori principali e gli ispettori a ispettore capo e gli ispettori capo a ispettore superiore sups.